# 薬仙寺
薬仙寺（やくせんじ）は神戸市兵庫区にある時宗の仏教寺院。

## 歴史
寺伝によれば、千僧寺塔頭の一つとも伝え、天平年中（729年～748年）行基の開山。
天平18年（746年）に日本で最初の施餓鬼会を行ったと伝える。
『摂津名所図会』に「往古の本尊は薬師仏にして、天台宗なり」とあり、延文年中（1356年～1360年）に京都の霊山国阿（時宗8世）が中興し、時宗に改宗。
福聚庵・普照院・荷松院・慈眼院・大光院・世尊院・全真庵の坊舎七字のうち、現在は普照院のみが残っている。現在の本堂は第二次大戦後（昭和48年）に再建されたもの。

## 文化財
重要文化財（国指定）

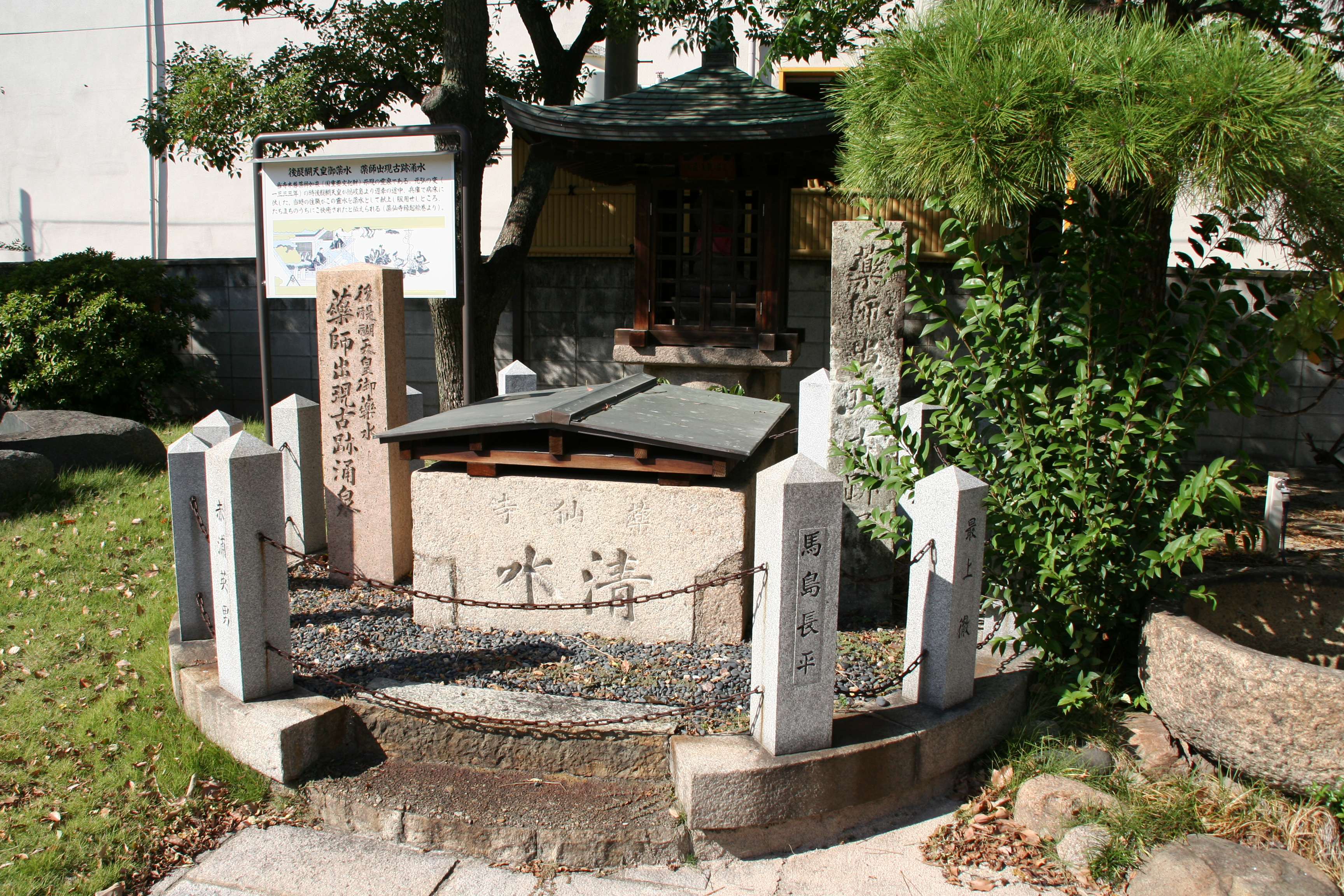
霊泉

- 木造薬師如来坐像（昭和15年10月14日指定）平安時代
- 絹本著色施餓鬼図（朝鮮王朝時代）

## 札所本尊
福原西国三十三観音霊場第1番札所
- 十一面観音

## 境内
- 霊泉

建武年間（1334年～1337年）後醍醐天皇が隠岐島より帰京の途次病気となり、この霊泉で薬を調進するとたちまち平癒され、薬仙寺の号を賜わったという。

## 周辺寺院
- 普照院(薬仙寺の塔頭寺院)

## 交通
- JR神戸線「兵庫駅」下車、徒歩15分